# Fairy
 Fairy  és un detergent per a plats líquid concentrat per rentar a mà produït per Procter & Gamble i distribuït a Espanya, Orient Mitjà i Regne Unit, a Llatinoamèrica es diu "Down".
Disposa d'una gran concentració de tensioactius que ajuden en la neteja. A més, són molts els que denuncien que Fairy conté ftalats i mesc sintètics, productes químics dels quals la innocuïtat no ha estat demostrada i que podrien penetrar a l'organisme humà per la pell.
L'Advertising Standards Authority va constatar el 2013, davant un judici contra P&G, que el líquid Fairy dura el doble que altres productes de la competència.

## Curiositats
En els seus anuncis publicitaris utilitzen l'eslògan: "Fairy, el miracle antigreix".
Fairy ha patrocinat diversos rècords Guinnes entre els quals destaca la paella més gran del món amb 21 metres de diàmetre per a 110.000 persones, netejada amb un sol litre del rentaplats Fairy. Aquest rècord es va dur a terme el 2 d'octubre del 2001 a Madrid.
El 5 de març de 2019, el Fairy es va convertir tema del moment mundial a Twitter gràcies a la menció que en va fer el delegat del govern espanyol a Catalunya Enric Millo, durant el judici del procés. Millo va descriure com els favorables al referèndum vessaven detergent Fairy a terra, suposadament per a fer relliscar els agents de les forces policials que volien impedir les votacions. Millo va referir-se a això com a la trampa del Fairy. Fins avui, no hi ha cap prova científica que ho demostri.

## Efectes sobre la salut
Ingerir Fairy pot provocar nàusees, vòmits, diarrea i fallada en múltiples òrgans.